# Paddy Driver
Paddy Driver, južnoafriški dirkač Formule 1 in motociklističnega prvenstva, * 13. maj 1934, Johannesburg, Južna Afrika.

## Življenjepis
V motociklističnem prvenstvu je dirkal med sezonama 1959 in 1965, v tem času je nastopil na triintridesetih dirkah za Veliko nagrado, zmagati mu ni uspelo, je pa dosegel devet uvrstitev na stopničke. Njegova najboljša sezona je bil sezona 1965, ko je zasedel tretje mesto v prvenstvu do 500 cm³. V Formuli 1 je nastopil le na dveh domačih dirkah, Veliki nagradi Južne Afrike v sezoni 1963, kjer z dirkalnikom Lotus 24 manjšega moštva Selby Auto Spares zaradi okvare dirkalnika ni štartal, in Veliki nagradi Južne Afrike v sezoni 1974, kjer je z dirkalnikom Lotus 72E manjšega moštva Team Gunston odstopil v osmem krogu zaradi okvare sklopke.

## Popolni rezultati Formule 1
(legenda) (odebeljene dirke pomenijo najboljši štartni položaj, poševne pa najhitrejši krog, †-uvrščen kljub odstopu)
| Leto | Moštvo            | Šasija    | Motor       | 1   | 2   | 3       | 4   | 5   | 6   | 7   | 8   | 9   | 10      | 11  | 12  | 13  | 14  | 15  | Prv | Toč |
| ---- | ----------------- | --------- | ----------- | --- | --- | ------- | --- | --- | --- | --- | --- | --- | ------- | --- | --- | --- | --- | --- | --- | --- |
| 1963 | Selby Auto Spares | Lotus 24  | BRM V8      | MON | BEL | NIZ     | FRA | VB  | NEM | ITA | ZDA | MEH | JAR DNS |     |     |     |     |     | -   | 0   |
| 1974 | Team Gunston      | Lotus 72E | Cosworth V8 | ARG | BRA | JAR Ret | ŠPA | BEL | MON | ŠVE | NIZ | FRA | VB      | NEM | AVT | ITA | KAN | ZDA | -   | 0   |